# Eleonora z Toleda se synem Giovannim
Portrét Eleonora z Toleda se synem Giovannim (italsky Eleonora di Toledo col figlio Giovanni) je dílo italského malíře Agnola di Cosima, známého jako Agnolo Bronzino, dokončené přibližně roku 1545. Jedná se o jedno z jeho nejslavnějších děl, které se nachází ve florentské galerii Uffizi a je také považováno za jeden z nejvýznamnějších příkladů manýristické portrétní malby. Obraz zobrazuje Eleonoru z Toleda, manželku Cosima I. Medicejského, velkovévody toskánského, sedící s rukou položenou na rameni svého syna Giovanniho. Toto gesto, stejně jako motiv granátového jablka na jejích šatech, odkazovalo na její roli matky. Eleonora má na sobě silně brokátové šaty s motivem černých arabesek. V této póze je zobrazena jako ideální renesanční žena. Obraz je prvním známým portrétem vyhotoveným na základě státní zakázky, na němž je vyobrazen panovníkův následník. Cosimo chtěl zahrnutím dítěte naznačit, že jeho vláda přinese vévodství stabilitu.
Proběhlo postupně několik pokusů o identifikaci dítěte, první možností byl Eleonořin syn Francesco (narozen 1541), dále Giovanni (narozen 1543) nebo Garzia (narozen 1547). Pokud by se však jednalo o posledně jmenovaného, musel by být portrét datován kolem let 1550-53, ale na základě zkoumání vývoje Bronzinova stylu se nyní obecně uvádí datum kolem roku 1545, což svědčí pro Giovanniho, tj. Jana Medicejského.
Portrét byl označen za „chladný“, což je odrazem střízlivé formálnosti Eleonořina rodného španělského dvora, bez vřelosti, která se obvykle očekává od portrétu matky a dítěte. Taková odtažitost je typická pro odmítání naturalismu manýristickou školou. Naopak Eleonořiny šaty z propracovaného brokátového sametu s masivními efekty buklé ze zlatých útkových smyček ve stylu zvaném riccio sopra riccio (smyčka přes smyčku) jsou dosud napodobovány. Obraz je snad reklamou na florentský hedvábnický průmysl, jehož obliba v prvních těžkých letech 16. století poklesla a který znovu ožil za vlády Cosima I. Drahocenný zlatý opasek, zdobený šperky a korálky se střapcem, pravděpodobně zhotovil zlatník Benvenuto Cellini.

## Oděv

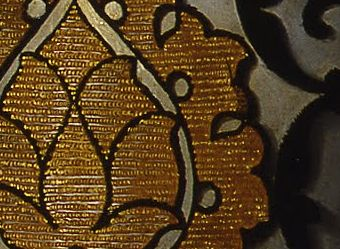
Detail brokátového sametu

Eleonora je vyobrazena ve slavnostních šatech oblečených přes plátěnou kamizolu nebo halenu zdobenou úzkými pruhy černé výšivky u krku a volánky na rukávech. Bronzinova malba zachycuje rozměrnost brokátové hedvábné sametové tkaniny šatů se smyčkami ze zlatě ovinutých nití a černými vlasovými arabeskami na bílém saténovém podkladu. Oděv z takto bohatých textilií byl vyhrazen pro oficiální příležitosti a pro Eleonořin každodenní šatník, který tvořily jednobarevné šaty ze sametu a saténu, nebyl typický.
Když bylo v 19. století Eleonořino tělo exhumováno, někteří dospěli k závěru, že byla pohřbena ve stejných šatech jako na portrétu. Novější výzkumy však ukazují, že byla pohřbena v mnohem jednodušších bílých saténových šatech přes karmínový sametový živůtek (a pravděpodobně v odpovídající spodničce, která se však nedochovala). Po dlouhém a složitém restaurování se podařilo původní oděv zakonzervovat a jeho detailní rekonstrukce jsou vystaveny v Galerii kostýmů v Paláci Pitti ve Florencii. Původní oděvy jsou pro veřejné vystavení příliš křehké.